# Pulivendla
Pulivendla är en ort i Indien.   Den ligger i distriktet Cuddapah och delstaten Andhra Pradesh, i den södra delen av landet, 1 600 km söder om huvudstaden New Delhi. Pulivendla ligger 275 meter över havet och antalet invånare är 33 615.
Terrängen runt Pulivendla är platt åt nordost, men åt sydväst är den kuperad. Runt Pulivendla är det ganska tätbefolkat, med 111 invånare per kvadratkilometer. Det finns inga andra samhällen i närheten. Trakten runt Pulivendla består till största delen av jordbruksmark.